# Eyes on Me (chanson de Faye Wong)
Pour les articles homonymes, voir Eyes on Me.
Albums de Faye Wong
Help Yourself
(1997) Separate Ways
(1999)
Eyes On Me, sorti en 1998, est le cinquième EP de Faye Wong. La chanson titre est considérée comme le single du jeu Final Fantasy VIII.

## Titres
1. Eyes On Me
2. Red Beans
3. Eyes On Me (Instrumental)

### Fiche technique
- Composé par : Nobuo Uematsu (1, 3), Jim Lau (2)
- Arrangé par : Shiro Hamaguchi (1, 3), Alex San (2)
- Chanté par : Faye Wong
- Paroles par : Kako Someya (1), Lin Xi (2)